# Miss Grant Takes Richmond
Miss Grant Takes Richmond is een Amerikaanse filmkomedie uit 1949 onder regie van Lloyd Bacon.

## Verhaal
Dick Richmond doet zich voor als een vastgoedmakelaar, maar zijn zaak is in feite een dekmantel voor een gokkantoor. Om de schijn op te houden neemt hij de onnozele Ellen Grant in dienst als zijn secretaresse. Hij denkt dat ze niet in de gaten zal hebben wat hij in zijn schild voert. Wanneer Ellen ontdekt dat enkele vrienden op het punt staan om hun huis kwijt te raken, betrekt ze Dick ongewild bij een woningbouwproject voor daklozen.

## Rolverdeling
| Acteur           | Personage          |
| ---------------- | ------------------ |
| Lucille Ball     | Ellen Grant        |
| William Holden   | Dick Richmond      |
| Janis Carter     | Peggy Donato       |
| James Gleason    | Timothy P. Gleason |
| Gloria Henry     | Helen White        |
| Frank McHugh     | Mijnheer Kilcoyne  |
| George Cleveland | Rechter Ben Grant  |
| Stephen Dunne    | Ralph Winton       |